# Šleska
Šleska ili Šlezija (poljski: Śląsk, njemački Schlesien, češki: Slezsko, šleski: Ślůnsk) povijesna je regija u Srednjoj Europi koja se danas većim dijelom nalazi u Poljskoj, a manjim dijelom u Češkoj Republici i Njemačkoj.
Najveći šleski gradovi su Wrocław i Katowice u Poljskoj i Ostrava u Češkoj Republici. Najveća rijeka koja protječe Šlezijom je Odra. Zauzima površinu od 1717 km2 i ima oko 9 milijuna stanovnika. 
Postoji Gornja i Donja Šleska. Središte Gornje Šleske je grad Katowice, a središte Donje Šleske je grad Wrocław.